# Le Grand Hold-Up de Milan
Pour plus de détails, voir Fiche technique et Distribution.

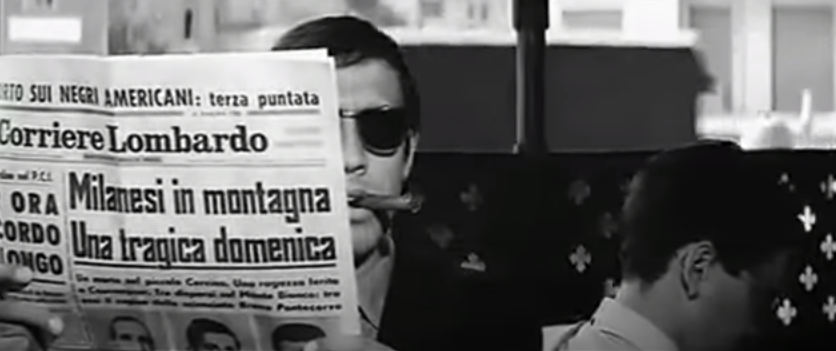
Adriano Celentano dans une scène du film Le Grand Hold-Up de Milan

Le Grand Hold-Up de Milan (Super rapina a Milano) est un film d'action italien réalisé par Adriano Celentano, sorti en 1964.

## Synopsis
Une bande de petits criminels organise un vol sans précédent. Déguisés en moines, au cours de leur fuite ils se heurtent d'abord à de vrais moines, puis à la police et enfin à une autre bande dirigé par Bill, un de leurs anciens membres. En fin de compte, il s'avère que tout cela n'est qu'un coup monté. En fait, la bande était en train de tourner un film. 

## Fiche technique
- Titre original italien : Super rapina a Milano[1]
- Titre français : Le Grand Hold-Up de Milan[2]
- Réalisateur : Adriano Celentano
- Scénario : Mario Guerra, Vittorio Vighi (it)
- Photographie : Giovanni Narzisi
- Montage : Maria Schettino
- Musique : Detto Mariano
- Décors : Giuseppe Vassan
- Costumes : Paolo Moschi
- Production : Giancarlo Marchetti, Piero Vivarelli
- Société de production : G.M.V. Produzioni Cinematografiche
- Société de distribution : Gioele Centanni
- Pays de production :  Italie
- Langue originale : italien
- Format : Noir et blanc - 2,35:1 - Son mono - 35 mm
- Durée : 85 minutes
- Genre : Film d'action
- Dates de sortie :
  - Italie : 17 décembre 1964
  - France : 9 juin 1967

## Distribution
- Adriano Celentano : Sergio
- Don Backy : Don
- Claudia Mori : Wanda
- Andrea Checchi : Commissaire Marascalco
- Gino Santercole : Gino
- Dante Posani : Bill
- Vittorio Salvetti : Callani
- Miki Del Prete : Micky
- Said Mariano : Athos
- Ico Cerutti : Ico
- Loris Bazzocchi : Un autre membre du clan
- Franco Adducci : faux-frère grassouillet